# Castillo de Camarillas
El castillo de Camarillas es un castillo del siglo XIV situado en una loma que domina la localidad turolense de Camarillas (España). Se trata de un castillo construido durante la Guerra de los Dos Pedros, alrededor de 1369, y que sirvió de refugio a la población hasta el siglo XVI, cuando sus habitantes empezaron a habitar la zona baja, entre las dos colinas enlazadas por una hondonada, una de ellas donde se encuentra el castillo.
Situado junto a los restos de la antigua iglesia, cuenta con una muralla baja de piedras que está reforzada por tres cubos semicirculares. En lo alto hay una torre de planta circular de 7 metros de diámetro hecha de mampostería. De la iglesia solo queda una portada renacentista con una inscripción que indica que fue levantada por Roque Cejado en 1550.
Fue usado nuevamente durante las Guerras Carlistas en el siglo XIX y de ese periodo se conservan los restos de un fortín carlista, con dos muros en forma de esquina con aspilleras al pie de la loma.
Fue declarado Bien de Interés Cultural del Patrimonio Cultural Aragonés, según la disposición adicional segunda de la Ley 3/1999, de 10 de marzo. La publicación del listado de bienes fue realizada el 22 de mayo de 2006. También se encuentra bajo la protección de la Declaración genérica del Decreto de 22 de abril de 1949, y la Ley 16/1985 sobre el Patrimonio Histórico Español.